# Serie A1 2017-2018 (pallanuoto femminile)
La Serie A1 2017-2018 è stata la 34ª edizione della massima serie del campionato italiano femminile di pallanuoto. La regular season è iniziata il 21 ottobre 2017 e si è conclusa il 5 maggio 2018; i play-off saranno articolati, come nella passata stagione, con la formula della Final Six, che si sono disputati presso la Piscina Goffredo Nannini di Firenze, dall'11 al 13 maggio.
Le squadre neopromosse sono: la Rari Nantes Imperia (che torna nella massima serie dopo un anno di A2) e la Rari Nantes Florentia (che ritorna nella massima serie dopo 8 anni).
Il 28 settembre la Rari Nantes Imperia rinuncia all'iscrizione al campionato 2017/2018 per problemi finanziari, al suo posto non viene ripescata nessuna squadra ed il campionato sarà a 9 squadre e la RN Imperia verrà considerata ultima in campionato.

## Squadre partecipanti
| Club              | Città        | Piscina                            | Stagione 2016-2017                                                                                                 |
| ----------------- | ------------ | ---------------------------------- | --- |
| Bogliasco         | Bogliasco    | Stadio del Nuoto "Gianni Vassallo" | 4ª in Serie A1 |
| Cosenza           | Cosenza      | Piscina olimpionica                | 7ª in Serie A1 |
| Florentia         | Firenze      | Piscina Goffredo Nannini           | 1ª nel girone Nord di Serie A2; vincitrice play-off                                                                |
| Imperia           | Imperia      | Piscina Felice Cascione            | 2ª nel girone Nord di Serie A2; vincitrice play-off; rinuncia all'iscrizione alla Serie A1 per problemi finanziari |
| Messina           | Messina      | Piscina Comunale Cappuccini        | 3ª in Serie A1 |
| NC Milano         | Milano       | Piscina Cozzi                      | 6ª in Serie A1 |
| Orizzonte CT      | Catania      | Piscina Comunale "F. Scuderi"      | 2ª in Serie A1 |
| Plebiscito Padova | Padova       | Centro Sportivo del Plebiscito     | 1ª in Serie A1; campione d'Italia in carica; vincitrice della Coppa Italia                                         |
| Rapallo           | Rapallo (GE) | Piscina Comunale                   | 9ª in Serie A1; salva dopo i Play-out                                                                              |
| SIS Roma          | Roma         | Piscina dei "Mosaici"              | 5ª in Serie A1 |

## Allenatori
| Club              | Allenatore          |
| ----------------- | ------------------- |
| Bogliasco         | Mario Sinatra       |
| Cosenza           | Marco Capanna       |
| Florentia         | Andrea Sellaroli    |
|                   |                     |
| Messina           | Johanne Bégin       |
| NC Milano         | Fabrizio Diblasio   |
| Orizzonte CT      | Martina Miceli      |
| Plebiscito Padova | Stefano Posterivo   |
| Rapallo           | Luca Antonucci      |
| SIS Roma          | Pierluigi Formiconi |

## Regular season

### Classifica
|  | Pos. | Squadra           | Pt | G  | V  | N | P  | GF  | GS  | DR   |
|  | ---- | ----------------- | -- | -- | -- | - | -- | --- | --- | ---- |
|  | 1.   | Orizzonte CT      | 46 | 16 | 15 | 1 | 0  | 201 | 84  | +117 |
|  | 2.   | Plebiscito Padova | 33 | 16 | 11 | 0 | 5  | 152 | 94  | +58  |
|  | 3.   | SIS Roma          | 28 | 16 | 8  | 4 | 4  | 164 | 137 | +27  |
|  | 4.   | NC Milano         | 24 | 16 | 7  | 3 | 6  | 131 | 137 | -6   |
|  | 5.   | Rapallo           | 23 | 16 | 8  | 2 | 7  | 116 | 130 | -14  |
|  | 6.   | Bogliasco         | 22 | 16 | 6  | 4 | 6  | 132 | 123 | +9   |
|  | 7.   | Cosenza           | 19 | 16 | 6  | 1 | 9  | 95  | 123 | -28  |
|  | 8.   | Florentia         | 9  | 16 | 2  | 3 | 11 | 83  | 153 | -70  |
|  | 9.   | Messina           | 3  | 16 | 1  | 0 | 15 | 97  | 189 | -92  |

### Calendario e risultati
| 21-10-17 | 1ª giornata           | 17-02-18 |
| 15-9     | NC Milano - Messina   | 9-5      |
| 20-7     | Orizzonte - Florentia | 16-4     |
| 9-12     | Rapallo - Bogliasco   | 6-9      |
| 12-9     | SIS Roma - Cosenza    | 7-2      |
|          | Riposa: Plebiscito    |          |

| 18-11-17 | 4ª giornata            | 10-03-18 |
| 12-9     | Florentia - Messina    | 5-4      |
| 6-6      | SIS Roma - Orizzonte   | 4-14     |
| 6-5      | Cosenza - NC Milano    | 13-8     |
| 4-6      | Bogliasco - Plebiscito | 6-11     |
|          | Riposa: Rapallo        |          |

| 16-12-17 | 7ª giornata           | 18/21-04-18 |
| 5-11     | NC Milano - Orizzonte | 6-16        |
| 5-6      | Florentia - Cosenza   | 5-6         |
| 6-5      | Rapallo - Plebiscito  | 5-11        |
| 10-15    | Messina - SIS Roma    | 5-16        |
|          | Riposa: Bogliasco     |             |

| 28-10-17 | 2ª giornata           | 21/24-02-18 |
| 7-8      | Florentia - NC Milano | 5-9         |
| 5-12     | Cosenza - Plebiscito  | 4-11        |
| 11-11    | Bogliasco - SIS Roma  | 11-9        |
| 5-7      | Messina - Rapallo     | 8-11        |
|          | Riposa: Orizzonte     |             |

| 29-11-17 | 5ª giornata            | 14/17-03-18 |
| 11-10    | NC Milano - SIS Roma   | 7-7         |
| 9-5      | Orizzonte - Plebiscito | 8-3         |
| 4-4      | Florentia - Bogliasco  | 3-13        |
| 5-2      | Rapallo - Cosenza      | 8-5         |
|          | Riposa: Messina        |             |

| 23-12-17 | 8ª giornata           | 28-04-18 |
| 10-9     | NC Milano - Bogliasco | 10-10    |
| 9-2      | Orizzonte - Rapallo   | 13-4     |
| 10-10    | SIS Roma - Florentia  | 12-4     |
| 17-5     | Plebiscito - Messina  | 16-3     |
|          | Riposa: Cosenza       |          |

| 04-11-17 | 3ª giornata           | 03-03-18 |
| 15-10    | Orizzonte - Cosenza   | 9-3      |
| 13-4     | Rapallo - Florentia   | 5-5      |
| 6-7      | Messina - Bogliasco   | 4-14     |
| 8-7      | Plebiscito - SIS Roma | 12-13    |
|          | Riposa: NC Milano     |          |

| 09-12-17 | 6ª giornata            | 11/14-04-18 |
| 14-9     | SIS Roma - Rapallo     | 11-8        |
| 5-8      | Cosenza - Messina      | 6-3         |
| 5-9      | Bogliasco - Orizzonte  | 7-12        |
| 7-6      | Plebiscito - NC Milano | 4-5         |
|          | Riposa: Florentia      |             |

| 13-01-18 | 9ª giornata            | 05-05-18 |
| 5-10     | Florentia - Plebiscito | 3-14     |
| 8-7      | Rapallo - NC Milano    | 10-10    |
| 5-5      | Bogliasco - Cosenza    | 5-8      |
| 8-20     | Messina - Orizzonte    | 5-14     |
|          | Riposa: SIS Roma       |          |

## Play-off

### Tabellone
|  | Quarti di finale | Quarti di finale | Quarti di finale  |                   |              | Semifinali   | Semifinali   | Semifinali |  |  | Finale | Finale | Finale |  |
|  |                  |                  |                   |                   |              |              |              |            |  |  |        |        |        |  |
|  |                  |                  |                   |                   |              | 1            | Orizzonte CT | 10         |  |  |        |        |        |  |
|  |                  |                  |                   |                   |              | 1            | Orizzonte CT | 10         |  |  |        |        |        |  |
|  |                  |                  |                   | Rapallo           | 3            |              |              |            |  |  |        |        |        |  |
|  | 4                | NC Milano        | 4                 | Rapallo           | 3            |              |              |            |  |  |        |        |        |  |
|  | 4                | NC Milano        | 4                 |                   |              |              |              |            |  |  |        |        |        |  |
|  | 5                | Rapallo          | 11                |                   |              |              |              |            |  |  |        |        |        |  |
|  | 5                | Rapallo          | 11                |                   | Orizzonte CT | Orizzonte CT | 9            |            |  |  |        |        |        |  |
|  |                  |                  |                   |                   |              |              |              |            |  |  |        |        |        |  |
|  |                  |                  | Plebiscito Padova | Plebiscito Padova | 10 (dtr)     |              |              |            |  |  |        |        |        |  |
|  |                  |                  |                   | Plebiscito Padova | 10 (dtr)     |              |              |            |  |  |        |        |        |  |
|  |                  |                  |                   |                   |              |              |              |            |  |  |        |        |        |  |
|  |                  |                  |                   |                   |              |              |              |            |  |  |        |        |        |  |
|  |                  | 2                | Plebiscito Padova | 12                |              |              |              |            |  |  |        |        |        |  |
|  |                  |                  |                   | 12                |              |              |              |            |  |  |        |        |        |  |
|  |                  |                  |                   | Bogliasco         | 6            |              |              |            |  |  |        |        |        |  |
|  | 3                | SIS Roma         | 4                 | Bogliasco         | 6            |              |              |            |  |  |        |        |        |  |
|  | 3                | SIS Roma         | 4                 |                   |              |              |              |            |  |  |        |        |        |  |
|  | 6                | Bogliasco        | 7                 |                   |              |              |              |            |  |  |        |        |        |  |

### Risultati

#### Quarti di finale
| Arbitri: | Fabio Collantoni Riccardo Carmignani |

|                                     |           |                                     |
| Gual Rovirosa: 2 Tankeeva, Giachi:1 | Marcatori | 2: Maggi, Cocchiere, Casey 1: Millo |

| Arbitri: | Massimo Calabrò Marco Ercoli |

|                                 |           |                                                                     |
| Crevier: 2 Fisco, Menczinger: 1 | Marcatori | 3: Gragnolati 2: Zanetta, Avegno, Gagliardi 1: van der Graaf, Genee |

#### Semifinale
| Arbitri: | Fabio Ricciotti Massimo Calabro |

|                                                                              |           |                                   |
| Bianconi, van der Sloot: 2 Ioannou, Garibotti, Aiello, Palmieri, Lombardo: 1 | Marcatori | 1: Zanetta, Gragnolati, Marcialis |

| Arbitri: | Marco Ercoli Riccardo Carmignani |

|                                                         |           |                                                        |
| Sohi: 5 Barzon, Savioli: 2 Queriolo, Dario, Tielmann: 1 | Marcatori | 1: Viacava, Dufour, Trucco, Millo, Rambaldi, Cocchiere |

### Finale
| Arbitri: | Fabio Collantoni Marco Ercoli |

|                                                   |           |                                               |
| Garibotti: 3 Bianconi, Marletta, van der Sloot: 1 | Marcatori | 2: Barzon, Queirolo 1: I. Savioli, M. Savioli |

### Finale per il 3º posto
| Arbitri: | Riccardo Carmignani Massimo Savarese |

|                                                          |           |                                       |
| Avegno, van der Graaf: 2 Gragnolati, Sessarego, Genee: 1 | Marcatori | 2: Viacava 1: Zimmerman, Millo, Boero |

### Finale per il 5º posto
| Arbitri: | Antonio Guarracino Massimo Savarese |

|                                                                             |           |                                    |
| Gual Rovirosa, Tankeeva, Galardi, Centanni: 3 Picozzi: 2 , Giovannangeli: 1 | Marcatori | 3: Menczinger 1: Apilongo, Crevier |

## Verdetti
- Plebiscito Padova: campione d'Italia.
- Plebiscito Padova, Orizzonte CT e Rapallo: qualificate alla LEN Euro League Women 2018-2019
- Messina retrocessa in Serie A2